# Edoardo Bennato (video)
Edoardo Bennato è il primo video di Edoardo Bennato uscito nel 1984 in VHS. Contiene registrazioni live tratte dai concerti tenuti dal rocker nel Tour 1983-1984, con filmati tratti dal programma di Rai Uno Mister Fantasy, che ne è anche il produttore. Contiene inoltre il video di Nisida girato a Cuba, brani live del concerto tenuto nel 1983 all'Hallenstadion di Zurigo e quelli del disco È arrivato un bastimento. Il vhs non è stato mai ristampato.

## Tracce
Testi e musica sono di Edoardo Bennato tranne dove diversamente indicato.
1. La città trema – 2:30
2. Ogni favola è un gioco – 3:40
3. Un giorno credi (Edizioni musicali Wiz Music - Edizioni musicali Pegaso) – 2:40 (testo: Patrizio Trampetti)
4. Assuefazione – 4:00
5. In prigione, in prigione (Edizioni musicali Modulo Uno) – 6:30
6. Sarà falso, sarà vero – 3:33 (testo: Eugenio Bennato)
7. Il gatto mangia il topo – 3:10
8. È arrivato un bastimento – 4:25
9. Lo show finisce qua – 3:55
10. Nisida – 5:00

## Produzione
- Regia: Piccio Raffanini, Emilio Uberti
- Riprese: Fulvio Chiaradia
- Montaggio: Lucia Cerioni
- Presentazione: Carlo Massarini
- Organizzatore: Vittorio Petris
- Riprese audio: Lino Bernardelli
- Aiuto operatore: Antonio Maltoni
- Macchinista: Giuseppe Cuttone
- Specializzato di ripresa: Giuseppe Albi
- Tecnico prod. telecinema: Fernando Quatela
- Montaggio rvm: Giorgio Calabria
- Titoli elettronici: Graziella Vaudo
- Assistente al montaggio: Rosa Maruffi
- Taglio negativo: Pinuccia Borsari, Dina Gorghini
- Luci stampa: Franco Troglio, Franco Pagani
- Missaggio: Antonio Montanarini
- Collaborazione per i costumi: Alberica Archinto
- Collaborazione per l'organizzazione: Cristina Crocetti, Giselda Gagliardi, Luciana Scaglioni
- Coordinamento per la produzione: Sergio Bertoia